# Gnu Privacy Guard
GNU Privacy Guard (GnuPG ali GPG) je prosto programsko nadomestilo za kriptografsko programje PGP, izdano pod licenco GPL. GnuPG je kompatibilen s standardom IETF za OpenPGP. Trenutne verzije PGP-ja so kompatibilne z GnuPG in ostalimi sistemi OpenPGP.
Trenutna verzija je 2.1.21 (15. maj 2017).